# سیارک ۶۷۶۴
سیارک ۶۷۶۴ (به انگلیسی: 6764 Kirillavrov، نامگذاری:1981TM3) شش هزار و هفتصد و شصت و چهارمین سیارک کشف شده‌است که در ۷ اکتبر ۱۹۸۱ کشف شد.
قدر مطلق سیارک برابر ۱۳٫۰۰ است.